# Lina Poletti
Lina Poletti, urodzona jako Cordula Lina Poletti (ur. 27 sierpnia 1885 w Rawennie, zm. 12 grudnia 1971 w Sanremo) – włoska pisarka, feministka.

## Życiorys
Często określana mianem "pięknej i buntowniczej", skłonna była do ubierania się w męską odzież. Poletti znana jest jako jedna z pierwszych włoskich lesbijek przyznających się bez skrępowania do swojej orientacji seksualnej, jak to sprecyzowano w książce The Lesbian nell'italia the first twentieth autorstwa Franceski Cortesi. Romans łączył ją z pisarką Sibillą Aleramo, faktem pozostaje również jej fascynacja aktorką Eleonorą Duse, choć fakt ich domniemanego związku nie został udokumentowany, a w świetle wiedzy o osobowości i życiu Duse - jest wątpliwy.
Związek Poletti z Aleramo rozpoczął się w kwietniu 1908 roku, kiedy przyszłe kochanki – zapoznane na kobiecej konferencji – zdały sobie sprawę, iż łączą je te same feministyczne poglądy i pasje, zakończył się zaś już po roku. Aleramo, romansując z Poletti, tkwiła jednocześnie w związku z mężczyzną, imieniem Giovanni Cina. Po rozstaniu, wysłała byłej kochance listy, w których wyjaśniła, iż nie czuje się winna przez romansowanie z partnerami obojga płci.
W roku 1909 Lina poznała Eleonorę Duse, wówczas wziętą aktorkę sceniczną. Niedługo potem Duse przeprowadziła się, by poratować zdrowie, do willi zaprzyjaźnionej z kręgiem jej znajomych Mabel Dodge. W ślad za nią do Florencji przybyła Lina. Z relacji Mabel Dodge wynika, że składała Duse powtarzające się wizyty. Znajomość Liny i Duse zakończyła się około 1911 roku.
Niewiele jest wiadomo na temat Liny po tym okresie. Jako feministka nie osiągnęła ona nigdy tak wielkiej sławy jak Sibilla Aleramo.